# Chuaj-žou

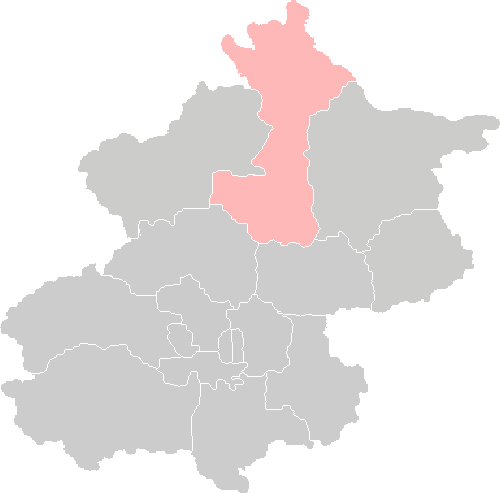
Poloha Chuaj-žou na mapě Pekingu

Obvod Chuaj-žou (čínsky v českém přepisu Chuaj-žou čchü, pchin-jinem Huáiróu Qū, znaky zjednodušené 怀柔区, tradiční 懷柔區) je nejsevernější z městských obvodů v Pekingu, hlavním městě Čínské lidové republiky. Celý obvod má rozlohu 2 557 čtverečních kilometrů, ale žije v něm pouhých zhruba tři sta tisíc obyvatel, neboť z devadesáti procent se jedná o hornatou přírodní krajinu.